# Ludwik Fleck
Ludwik Fleck (Leopoli, 11 luglio 1896 – Ness Ziona, 5 luglio 1961) è stato un microbiologo e filosofo polacco.
I suoi studi sul vaccino contro il tifo esantematico lo portarono a scontrarsi con il regime nazista con cui ebbe rapporti controversi, come discusso nei paragrafi successivi.

## Biografia

### Giovinezza e vita familiare
Ludwik Fleck nacque a Leopoli l'11 luglio 1896 da una famiglia ebrea. Suo padre, Maurycy, era un artigiano di tendenze socialiste titolare di un'impresa di decorazioni. Ludwik e le sue due sorelle furono istruiti presso licei polacchi nella speranza che ciò offrisse loro una possibilità di accesso alla buona società. Nel 1914, Fleck si iscrisse all'Università di Leopoli alla Facoltà di Medicina, ma dovette interrompere gli studi poiché fu arruolato dal corpo medico dell'Impero Austro-ungarico. Quando fece ritorno a Leopoli riprese i suoi studi e riuscì a laurearsi nel 1922.

### Attività e incarichi
Dal 1921 al 1923 lavorò nel laboratorio di Rudolf Weigl, mettendo a punto un metodo di diagnosi del tifo esantematico, che consisteva nell'iniettare sottopelle una sospensione diluita di antigeni del tifo, che Fleck chiamò "reazione all'esantina". Nel 1923 fu assunto da Jan Lenartowicz, in qualità di batteriologo, presso il Dipartimento di Malattie Dermatologiche e Veneree dell'Ospedale Generale di Leopoli. Nello stesso anno sposò Ernestyna Waldman, un tecnico di laboratorio figlia di un ricco mercante di Stryj. Nel 1927 Fleck vinse una borsa di studio di sei settimane presso l'Istituto Statale di Sieroterapia di Vienna. Al termine di questo periodo, intraprese un viaggio per ampliare i propri orizzonti intellettuali riguardo all'Europa Occidentale, assistendo a lezioni di Sigmud Freud a Vienna e di Henri Bergson a Parigi. Al suo ritorno a Leopoli assunse la direzione del laboratorio batteriologico dell'Ospedale della Sicurezza Sociale. Dal suo mentore, il pediatra Franciszek Groër, acquisì l'interesse nei confronti della filosofia e della scienza. I primi lavori di Fleck in questo campo trassero spunto dal lavoro di Weigl, il quale riuscì ad ottenere ottimi risultati nel suo laboratorio nonostante all'epoca vi fossero scarse conoscenze sul tifo. Verso la fine del 1927, Fleck presentò il suo primo contributo filosofico, ″Alcune caratteristiche specifiche del modo di pensare in medicina″, dinanzi alla società di Storia della Medicina di Leopoli. Nel 1935 l'Ospedale della Sicurezza Sociale licenziò Fleck, sulla base di una nuova legge che destituiva gli ebrei dagli incarichi dirigenziali statali. In 15 anni di carriera Fleck era stato escluso prima dall'università e poi da qualunque impiego pubblico. Egli aderì ad un movimento anti-fascista di Leopoli e, nonostante l'ostracismo, la seconda parte degli anni '30 si rivelò essere periodo fruttuoso per Fleck. Infatti, le sue conferenze di Biologia e Filosofia, tenute dinanzi alla Società di Storia di Leopoli e alla Società Medica Ebraica, furono frequentate e apprezzate. Il suo laboratorio privato, la sua principale fonte di reddito, risentì relativamente poco del clima politico ostile, dal momento che i medici, ariani o ebrei che fossero, continuavano ad aver bisogno di un supporto diagnostico ed infatti il lavoro di Fleck era tenuto in grande considerazione.

### Occupazione nazista e vita nei campi di concentramento
Nel corso del primo anno dell'occupazione nazista della Polonia, iniziata nel 1939, Fleck diresse il laboratorio batteriologico dell'Ospedale di Kuszewicz. Bruno Weber, nuovo direttore del laboratorio batteriologico di Auschwitz, offrì a Fleck una posizione di rilievo nel campo di concentramento, ponendolo a capo della produzione del vaccino anti-tifo. Tale privilegio, nonostante le sue origine ebraiche, gli fu concesso per merito delle sue competenze in ambito vaccinologico. Fleck accettò, a patto che suo figlio, sua moglie e i suoi stretti collaboratori rimanessero con lui. Egli, dunque, e i membri del suo gruppo furono registrati ad Auschwitz la notte del 7 febbraio del 1943. In questo periodo, sia Ludwik che suo figlio si ammalarono di tifo ma, fortunatamente, i loro casi furono lievi, una circostanza che Fleck attribuì all'effetto protettivo del suo vaccino, sebbene sembri ipotizzabile che l'esposizione per anni ai germi del tifo lo avesse almeno in parte immunizzato. Dopo due mesi dal loro arrivo, Weber inaugurò la propria stazione di ricerca, nota come Istituto di Igiene, di cui Fleck divenne responsabile del laboratorio di Sierologia. In questo periodo Fleck fu testimone di atti crudeli perpetrati ai danni di vari internati nel campo. Tra questi, l'iniezione nelle donne di sangue di un gruppo sanguigno incompatibile, che procuravano loro dolori terribili, shock, blocco renale e morte. Fleck fece inoltre amicizia con Adelaide Hautval che era lì in qualità di donna medico. Quando ella gli portava dei campioni sperimentali, ogni volta che il campione di un paziente risultava positivo al tifo o alla difterite, egli stilava un referto ambiguo, ovvero, falsificava i risultati ufficiali che avrebbero potuto condurre a morte quasi certa. Nel dicembre 1943 il laboratorio dell'Istituto d'Igiene a Buchenwald, diretto da Erwin Ding, incontrava delle difficoltà a realizzare un vaccino anti-tifo. Il medico chiese ausilio di Fleck, che partì verso la fine del mese separandosi così dalla moglie e dal figlio. Al termine della guerra Ludwik, dopo aver trascorso un mese nell'infermeria di Buchenwald e diverse settimane in un ospedale, fu liberato dagli americani insieme agli altri prigionieri.

### Dopoguerra e ultimi anni
Alla fine della guerra, Fleck e la moglie andarono ad abitare a Lublino, una città della Polonia centrale, poiché la loro casa a Leopoli era stata occupata da soldati russi. Qui Ludwik Hirszseld era stato nominato direttore del Dipartimento di Microbiologia Medica della neonata Università Marie Curie, ma, dopo aver aiutato Fleck ad ottenere la sua abilitazione, quest'ultimo ne prese il posto. Poco dopo la moglie ed il figlio si trasferirono in Israele, mentre Fleck rimase a Lublino fino al 1952, quando fu chiamato a Varsavia dal suo vecchio mentore Groër che gli affidò la direzione del laboratorio batteriologico presso l'Ospedale della Madre e del Bambino. Dopo aver avuto un infarto durante un viaggio in Brasile nel 1956, disse agli amici che non gli sarebbe rimasto più molto da vivere e che avrebbe avuto bisogno di ricongiungersi con la famiglia; per questo motivo, nel 1957 partì alla volta d'Israele. Trovò lavoro presso il nuovo laboratorio batteriologico statale di Ness Ziona. In questo periodo contribuì ad organizzare una campagna contro i focolai di Leptospirosi, una patologia batterica rara, ma molto grave che metteva in serio pericolo interi allevamenti di polli. Nel 1961, poco dopo aver ricevuto un risarcimento di diverse migliaia di dollari per le sofferenze subite ad opera dei nazisti, Fleck ebbe il suo secondo infarto mentre era in cura per un linfoma maligno e morì il 5 Luglio in ospedale.

## L'epistemologia di Ludwik Fleck
La sua unica opera epistemologica è una monografia intitolata Genesi e sviluppo di un fatto scientifico (1935) anche se scrisse alcuni altri articoli di argomento filosofico prima e dopo il suo unico libro. Le sue teorie rimasero praticamente sconosciute, almeno finché non furono in parte riscoperte (nonché adottate e adattate) dal famoso filosofo della scienza americano Thomas Kuhn, autore dell'opera seminale La struttura delle rivoluzioni scientifiche (1962). È considerato un precursore nell'ambito della sociologia della scienza, avendo sviluppato una dottrina che egli stesso definì "teoria comparata della conoscenza" o "epistemologia comparata" (vergleichende Erkenntnistheorie), fondata su due concetti dal carattere spiccatamente sociale: lo "stile di pensiero" (Denkstil) (SDP) e il "collettivo di pensiero" (Denkkollektiv) (CDP). Nella sua opera Fleck studia l'evoluzione di un concetto, quello della malattia "sifilide", mostrando come esso si è modificato nel tempo. La sifilide, infatti è una entità clinica che viene definita nel corso dei secoli essenzialmente come una individualità clinica differente: 
1. mistico etica,
2. empirico-terapeutica,
3. patogenetica,
4. eziologica.

Nel XVI secolo, infatti, tale malattia venne inizialmente identificata attraverso il concetto di «malattia venerea» (caratterizzata dal contagio sessuale e indistinta da altre malattie quali la blenorragia ecc.) (individualità mistico-etica), successivamente in base alla (relativa) efficacia terapeutica dei farmaci a base di mercurio (empirico-terapeutica); nel XIX secolo fu in auge l'idea che la sifilide dipendesse da una alterazione del sangue, il «sangue sifilitico» (una corruptio sanguinis) (patogena), fino alla concezione attuale (del tempo di Fleck), caratterizzata dall'eziologia batterica (eziologica) e dalla possibilità di diagnosticare l'infezione grazie alla reazione sierologica di Wassermann. Ogni modalità descrittiva tuttavia modificava i confini della malattia, includendo forme morbose ed escludendone altre. Non è possibile pertanto descrivere l'evoluzione delle descrizioni della sifilide in modo continuo.
Va quindi completamente rivista la concezione di "fatto": "Cos'è un fatto? Si è soliti contrapporre il fatto alla teoria in mutamento e si è soliti contrapporlo come qualcosa di saldo, di duraturo, di indipendente dalle concezioni soggettive dello scienziato. (...) Noi non avvertiamo più la presenza di una nostra attività in questo atto conoscitivo e sentiamo solo la nostra completa passività dinanzi a un potere che non dipende da noi, e al quale diamo il nome di 'esistenza' o di 'realtà'. La teoria comparata della conoscenza non può considerare il conoscere come un duplice rapporto fra soggetto e oggetto, fra il soggetto conoscente e l'oggetto di conoscenza. Il patrimonio esistente di sapere deve essere, come fattore fondamentale di ogni nuova conoscenza, il terzo termine del rapporto".

### Stile di pensiero
La conoscenza per Fleck quindi non è determinata da un rapporto diretto fra un soggetto che osserva e un oggetto osservato, ma è mediata da un'altra struttura, che è lo SDP. Esso è la sola modalità attraverso la quale gli individui sono in grado di pensare e che permette di osservare "fatti scientifici". L'idea che l'uomo non pensi ma lo faccia la sua comunità sociale è in realtà di origine sociologica, ad opera di autori quali Durkheim e Lévy-Bruhl esplicitamente citati dal filosofo polacco. Durkheim attraverso l'idea di "coscienza collettiva" e poi di "rappresentazioni collettive" interpretava tutte le grandi manifestazioni sociali quali la religione, la morale, il diritto. Fleck utilizza tuttavia questo modello interpretativo, che era limitato ai fatti sociali, per interpretare la scienza, cosa insolita all'epoca. Lo SDP è definito come un "modo orientato di percepire con la relativa elaborazione concettuale e fattuale dell'oggetto da percepire": è lo sfondo ineliminabile che permette la conoscenza. Si tratta di un sistema di opinioni in sé compiuto e chiuso» che "stabilisce ciò che non può essere pensato diversamente". Per Fleck lo SDP è un insieme composito in cui, come si è visto per la sifilide, ci sono non solo teorie scientifiche ma anche concezioni etico-religiose (il contagio venereo e il suo significato punitivo), tecniche strumentali (ad es. i vari modi di eseguire le reazioni diagnostiche), modelli ecc. Esso "funziona compiutamente come una matrice di significati" e "governa l'apprendimento e suggerisce modi concreti di operare e condurre la ricerca giungendo a mostrare nel suo sviluppo, una assoluta pervasività.(…) Pervasivo e prescrittivo, lo stile di pensiero è anche intollerante. Esso definisce, contestualizzandola, la verità".
Lo SDP "struttura un campo del sapere, suggerendo progressivamente osservazioni pertinenti, interpretazioni, teorie, criteri sperimentali e metodologici vincolanti [… e] suggerisc[e] olisticamente tanto Gestalten significative che zone d'ombra costituite da inerzie cognitive e tendenza alla routine".
È quindi lo sfondo, in un certo senso a prevalere, rispetto al dato che senza di esso non ci sarebbe o sarebbe inutilizzabile. Lo SDP è quindi molto importante perché permette la comunicazione fra gli individui nella società. "Esistono persone che comunicano tra loro e cioè pensano in modo simile, che appartengono, per così dire, allo stesso gruppo di pensiero, ed esistono persone che sono completamente incapaci di comprendersi e comunicare tra loro, come se appartenessero a differenti gruppi di pensiero (collettivi di pensiero). Gli scienziati, i filologi, i teologi o i cabalisti possono comunicare perfettamente tra loro entro i limiti dei loro collettivi, ma la comunicazione tra un fisico e un filologo è difficile, tra un fisico e un teologo è molto difficile, e tra un fisico e un cabalista o un mistico è impossibile".
Lo SDP non appartiene soltanto al mondo scientifico ma è caratteristico di moltissimi e verosimilmente di tutti i campi del pensiero umano. Fleck riporta esempi degli SDP nel mondo sportivo, nella moda ecc. In altre parole lo SDP permette in tutti i settori della conoscenza di riconoscere un concetto e di porre un problema. La differenza non dipende pertanto dall'argomento della conversazione che può anche essere lo stesso, ma gli interlocutori che posseggono un differente SDP colloquiano senza capirsi veramente. Ad esempio i maghi sono considerati imbroglioni da chi non ne condivide la disposizione di spirito, mentre non lo sono da coloro che considerano possibile la magia. Nello SDP possiamo distinguere una componente cognitiva e una linguistica. Fleck è estremamente consapevole dell'importanza del linguaggio: «nella stessa struttura del linguaggio si trova una coercitiva filosofia della comunità, nelle stesse parole si trovano complesse teorie». Altrettanto importante è la componente cognitiva: nell'acquisizione di uno SDP è fondamentale imparare a riconoscere delle forme, «per vedere bisogna sapere ciò che è essenziale e ciò che è inessenziale». Un tipico esempio è rappresentato dal riconoscimento delle lettere dell'alfabeto, nelle quali alcuni aspetti della forma sono meno importanti di altri (ad esempio nella lettera dell'alfabeto 'A' maiuscolo la posizione del tratto verticale più in alto o più in basso non è rilevante). Ma le forme a loro volta sono dipendenti dal contesto (come nel caso della lettura continua in cui in realtà non riconosciamo le singole lettere ma le inferiamo dalla parola che stiamo identificando). La cognizione è sempre contestuale: "Noi camminiamo ma non vediamo punti, linee, angoli, luci o ombre alle quali dovremmo applicare la domanda «che cos'è» per mezzo della sintesi o del ragionamento. Piuttosto vediamo in un colpo solo una casa, un monumento in una piazza, un plotone di soldati, la vetrina di una libreria, un gruppo di bambini, una signora con un cane. Tutte forme già pronte. Esistono forme più distinte, come una casa, un plotone di soldati e forme meno distinte, come la «signora col cane». Quest'ultima è davvero un'interezza, una forma distinta? Esiste in effetti una certa connessione tra i due elementi della coppia, costituita dal guinzaglio o dal movimento del cane attorno alla sua padrona, ma questa connessione è debole e, per quanto abbiamo immediatamente individuato «una signora con un cane» e non «una signora» e «un cane» - questo intero rimane tuttavia poco distinto considerando i suoi elementi, molto meno distinto, per esempio, del «plotone di soldati» in cui non distinguiamo i singoli soldati. (…) Sembra piuttosto chiaro che l'essere più o meno distinti della forma derivi in questi casi da fattori che vanno al di là della persona individuale, - derivi quanto la forma venga vista dagli occhi di una singola persona: deriva dalla opinione del pubblico-generale, dall'abito di pensiero prevalente. Una forma viene costruita a partire non dagli 'elementi, fisici oggettivi' ma da temi culturali e storici.
I concetti sono parte integrante di ogni stile di pensiero: essi non hanno una esistenza indipendente dallo stile di pensiero in cui sono utilizzati. Per Fleck essi hanno le seguenti caratteristiche: 
1. ogni concetto dipende dallo SDP utilizzato;
2. quasi tutti i concetti si formano con qualche rapporto anche con SDP precedenti da cui sono derivati (rapporto diacronico);
3. un concetto può derivare da un diverso SDP (rapporto sincronico).

L'aspetto fondamentale è che un concetto ha quel significato solo nell'ambito di un determinato SDP. Ad esempio il concetto di moto nella fisica aristotelica e in quella newtoniana, come è noto, sono completamente diversi e ciascuno di essi non è confrontabile con l'altro. Nella genesi dei concetti Fleck sostiene che: "Per lo più è solo la sfumatura di questi concetti a cambiare, come accade appunto quando il concetto scientifico di forza trae origine dal concetto di forza di cui facciamo normalmente uso, oppure allorché il nuovo concetto di sifilide mostra di derivare dal concetto mistico della malattia in questione".
I concetti scientifici derivano da quelle che Fleck definisce preidee (Urideen). Esse sono concetti sfumati e imprecisi in quanto sono la "trasposizione delle esperienze in un materiale facilmente plasmabile e sempre a portata di mano" Esempi di preidee sono la già citata concezione mistica della sifilide, la teoria atomistica greca (da cui deriva l'atomo moderno), la concezione della malattia come possessione (da cui la malattia infettiva). Le preidee hanno la caratteristica non tanto di essere imprecise o rudimentali, ma di essere fondamentalmente diverse dagli attuali concetti scientifici, appartenendo a SDP diversi, come si è visto per la sifilide. Nelle preidee sono presenti un insieme di caratteri che successivamente vengono scissi in concetti distinti. Ciò può essere esemplificato dal termine "calore" che un tempo aveva vari significati. "Il caldo del fuoco, del temperamento e dell'affezione, il "caldo" speziato delle portate, il tepore della coperta e dei bambini sono identici […]. Tutto ciò che eccita, che incrementa la vitalità e tutti i sintomi di vitalità, è legato in qualche modo al caldo, o piuttosto non separato dal caldo, dal fuoco. In ciò è contenuta un'implicita visione che "fuoco" e "vita" siano collegati in un certo senso, per nulla figurativo o simbolico; essi sono nella essenza del caldo, in un certo senso identici".
Le preidee, tuttavia, svolgono due importanti compiti: 
1. Si scindono in varie componenti e danno origine alle vere e proprie idee scientifiche;
2. delimitano il campo di osservazione (valore euristico) e permettono di passare così successivamente ad una ridescrizione, questa volta scientifica, degli elementi presenti nel campo stesso.

"Né ci può essere dubbio sul fatto che il fatto (scientifico) della sifilide si sviluppi gradualmente da questa oscura idea primitiva, la quale non è in sé né vera né falsa" (Fleck 1980, trad. it. 81). 
Le preidee sono quindi una sorta di modello vago ma, malgrado ciò, sono in qualche modo in grado di suggerire la ricerca successiva come è stato per le varie concezioni della sifilide che si sono succedute. L'evoluzione di un concetto può essere diversa e la sua direzione non è assolutamente necessaria: in altre condizioni storiche il concetto di sifilide sarebbe stato probabilmente del tutto differente.

### Collettivo di pensiero
Il CDP per Fleck è "il supporto comunitario dello stile di pensiero" e rappresentato " (dal)la comunità degli uomini che hanno tra loro un contatto intellettuale e che si scambiano le idee influenzandosi reciprocamente" poiché "un collettivo di pensiero è sempre presente laddove due o più uomini si scambiano le idee". Come nella generazione del fatto non esisteva un semplice rapporto fra osservatore e oggetto, ma c'era la mediazione dello SDP, così anche nel dialogo fra due persone si forma un CDP in cui non si riconoscono più i pensieri dell'uno o dell'altro. "È un cattivo osservatore chi non si accorge del fatto che un colloquio stimolante fra due persone crea immediatamente una situazione in cui ciascuno esprime all'altro pensieri che non sarebbe in grado di produrre solo o in un'altra società. Nasce una disposizione d'animo particolare, di cui chi partecipa alla conversazione non è altrimenti in possesso, ma che si riproduce quasi sempre quando le due persone si rincontrano. La durata prolungata di questo tipo di situazione produce, a partire dalla comprensione comune, come dalle reciproche incomprensioni, una struttura di pensiero che non appartiene a nessuno dei due interlocutori, ma che non per questo è priva di senso. Chi è il portatore e l'autore di questa struttura di pensiero? Il piccolo collettivo formato da due persone. Se se ne aggiunge una terza, viene meno la disposizione d'animo precedente e, con essa la specifica forza creativa del collettivo di pensiero precedente mentre ne nasce un 'altro'".
Quello di CDP è un concetto essenzialmente funzionale (come nell'esempio dei due conversatori esso può durare lo spazio di una conversazione) e non si tratta di una struttura stabile se non in alcuni casi. Si possono pertanto distinguere dei CDP transitori (come quello della conversazione) e dei CDP stabili che si trasformano in veri e propri gruppi sociali organizzati (una religione, una filosofia) o relativamente tali. Rispetto alla durata temporale possono essercene di breve durata (ad esempio il collettivo di un laboratorio, con le idee che nascono in esso) e di durata secolare (ad es. una concezione medica come la teoria umorale). Fondamentale caratteristica dei CDP è quella di non essere omogenei, ma articolati al loro interno in un gruppo esoterico e in uno essoterico. Al primo gruppo appartengono gli specialisti di un argomento, mentre del gruppo essoterico fanno parte profani con gradi diversi di cultura. Ma anche all'interno del gruppo esoterico si possono distinguere due cerchie a seconda del grado di specializzazione su un determinato argomento. Ad esempio nella chimica per Fleck distingue fra "specialisti sensu stricto (professionisti, come gli specialisti che hanno a che fare con un certo problema, quale uno specialista in composti di anilina) e specialisti più generici, per esempio i chimici"

### Costruzionismo o realismo debole?
Da quanto si è detto Fleck può apparire come un costruttivista assoluto (e come tale sembra volersi presentare nel suo testo). Nel suo libro distingue tuttavia nella ricerca, le associazioni “attive” da quelle “passive”. Le associazioni attive sono arbitrariamente poste da ricercatore (ad esempio il peso atomico dell'ossigeno a 16); le associazioni passive invece sono inevitabile conseguenza di quelle attive (nel caso precedente, posto 16 il peso atomico dell'ossigeno, quello dell'idrogeno non può che essere 1 e non posto arbitrariamente a sua volta perché limitato da una “resistenza” della realtà). La presenza di associazioni passive (necessarie) ci permette invece una interpretazione che orienta verso un pur debole realismo. Il costruttivismo di Fleck infatti non è assoluto ma limitato dalla realtà: Campa afferma che la filosofia di Fleck differisce da una epistemologia totalmente costruttivistica (come quella di Feyerabend, Bloor, Latour ecc.) in cui la conoscenza non dipende dall'oggetto (che è totalmente costruito) ma solo dal soggetto sociale. Per Fleck, invece, come già si è sottolineato una residua componente realistica è ipotizzabile ed è rappresentata proprio dalle “associazioni passive”.
“È difficile pensare che questo non dipenda dalla struttura di una realtà esterna anche se essa è inconoscibile se non attraverso lo SDP. Fleck certamente sostiene che le associazioni passive possono a loro volta diventare attive e quindi sembra propendere per un costruttivismo radicale, tuttavia questo non elimina il fatto che una resistenza della realtà sia presente. Potremmo dire che fra SDP e realtà (se così la possiamo chiamare in Fleck) non esiste un rapporto di rispecchiamento ma di interazione. Il mondo non è di fronte a noi, ma interagiamo con esso attraverso lo SDP: il fatto nasce da questa interazione. Anche se possiamo interpretare questa interazione in modo più o meno realista (noi propendiamo come si è detto per un realismo anche se molto debole mentre ci pare che Fleck oscilli fra i due poli) non è possibile separare la realtà dagli schemi interpretativi forniti dallo SDP (e qui Fleck è chiarissimo) che variano nel corso del tempo”.

## Vaccino
Quando Fleck arrivò nel Blocco 50 a Buchenwald, nessuno degli altri prigionieri aveva esperienza di coltivazione di microrganismi, essi infatti stavano producendo un vaccino anti-tifo completamente privo di valore, ispirandosi ad un manuale di istruzioni di 70 pagine basato su materiali dell'Istituto Pasteur. In primo luogo il sangue degli individui infetti del Blocco 46 era iniettato nelle cavie; quando gli animali risultavano infettati i tecnici ne trituravano i cervelli o i testicoli e il ricavato veniva inoculato nei topi; contratta la malattia essi venivano uccisi e i loro polmoni triturati e diluiti in soluzioni che servivano ad infettare conigli. Questi ultimi però non erano normalmente soggetti ad ammalarsi di tifo, e Fleck fu in grado di scoprire che nei polmoni di questi animali non era presente la Rickettsia prowazekii, responsabile della malattia, bensì un altro batterio. Quando l'Istituto di Cracovia (diretto da Hermann Eyer) fornì a Fleck e ai suoi assistenti dei polmoni di topo e del materiale infetto ricavato dall'intestino dei topi, essi furono in grado di produrre un vaccino, basandosi sul vaccino di Weigl, molto efficace ma che poteva essere prodotto soltanto in piccoli quantitativi. Essi quindi iniziarono la produzione di due tipi di vaccino: uno privo di efficacia ed innocuo, destinato al fronte; e l'altro, prodotto in ridottissime quantità ma molto efficace, che veniva utilizzato in casi speciali, per esempio per i compagni che lavoravano in luoghi difficili del lager. Il Blocco 50 produsse in totale 6000 litri di finto vaccino, sufficienti per circa 200.000 persone e circa 6 litri di vaccino buono, contrassegnato da un puntino rosso. In alcune occasioni i soldati ai quali era stato inoculato il falso vaccino si ammalavano, e le SS insospettite, domandavano al gruppo di Buchenwald di inviare un piccolo quantitativo del vaccino di controllo; ovviamente essi inviavano il siero pienamente efficace, cercando in tal modo di fugare i sospetti.

## Contributi per la reazione di Wassermann
Tra le procedure a cui Fleck contribuì, vi è la reazione di Wassermann. Il suo valore come test diagnostico per la sifilide è stato descritto da Fleck in Genesi e sviluppo di un fatto scientifico. Questa malattia aveva un impatto notevole sui militari, nonché su altri gruppi e ciò la rendeva una questione politicamente rilevante. Dal punto di vista culturale, essa rappresentava un'etichetta sociale, per cui la sua diagnosi era non solo un problema di salute ma anche di emarginazione sociale. Fleck considerò inoltre sintomatico che il test, scoperto da Wassermann, non fosse in realtà un test per la sifilide, poiché il microrganismo Treponema Pallidum non è facilmente coltivabile in piastra Petri; infatti Wassermann utilizzò il tessuto cardiaco di mucche contagiate dalla sifilide. Quando mescolò questo tessuto col sangue di pazienti sifilitici, si innescò una reazione che distrusse i globuli rossi, indicando la presenza di anticorpi nel sangue dei pazienti. Tuttavia, altri scienziati notarono che estratti cardiaci di mucche non infette producevano la stessa reazione che, quindi, risultò non essere causata dai Treponemi, bensì dalla cardiolipina, una sostanza presente nei cuori bovini.

## Scritti principali
- Ludwik Fleck, Entstehung und Entwicklung einer wissenschaftlichen Tatsache. Einführung in die Lehre vom Denkstil und Denkkollektiv, 1ª ed., Basel, B. Swhwabe und Co. Verlabuchhandlung, 1935.
- Ludwik Fleck, Entstehung und Entwicklung einer wissenschaftlichen Tatsache. Einführung in die Lehre vom Denkstil und Denkkollektiv, 2ª ed., Frankfurt am Main, Suhrkamp, 1980.
- Ludwik Fleck, Genesi e sviluppo di un fatto scientifico. Per una teoria dello stile e del collettivo di pensiero, Bologna, Il Mulino, 1983.
- Ludwik Fleck, Erfahrung und Tatsache. Gesammelte Aufsätze, Mit einer Einleitung herausgegeben von Lothar Schäfer und Thomas Schnelle, 404ª ed., Francoforte, Suhrkamp, 1983, ISBN 3-518-28004-X.
- Ludwik Fleck, Denkstile und Tatsachen. Gesammelte Schriften und Zeugnisse, mit vollständiger Bibliographie, S. 656–672, Berlino, Suhrkamp, 2011, ISBN 978-3-518-29553-3.
- Ludwik Fleck, La scienza come collettivo di pensiero – Saggi sul fatto scientifico, a cura di C. Catenacci, Edizioni Melquiades, Milano 2009.
- Ludwik Fleck, Stili di pensiero. La conoscenza scientifica come creazione sociale, a cura di F. Coniglione, Milano-Udine, Mimesis, 2019.

## Riconoscimenti
Nel 1951 ricevette il premio di Stato polacco per i successi scientifici di II grado e nel 1954 Fleck divenne membro dell'Accademia polacca delle scienze. Nel 1955 fu onorato con l'Ordine della Polonia Restituita ed infine, nel 1994 fu istituito un premio in suo onore: il Premio Ludwik Fleck.